# Klassifikation projektiver Ebenen
Die übliche Klassifikation projektiver Ebenen erfolgt in der synthetischen Geometrie anhand der Operation der jeweiligen Gruppe ihrer Kollineationen.
Die Lenz-Barlotti-Klassifikation klassifiziert die Ebenen durch Eigenschaften der Operation bestimmter Untergruppen ihrer Kollineationsgruppe, sie verfeinert dabei die Lenz-Klassifikation. Dazu wird bei beiden Klassifikationen als Merkmal die Reichhaltigkeit der Untergruppen der Kollineationsgruppe betrachtet, die aus zentral-axialen Kollineationen (ebenen, projektiven Perspektivitäten) mit je einer festen Achse und einem festen Zentrum bestehen.
Dabei zeigt sich, dass die gröbere Klasseneinteilung nach Lenz in der Regel jeder Klasse von Ebenen eine für sie charakteristische Klasse von Ternärkörpern zuordnet: Der Koordinatenbereich einer „höheren“ Lenz-Klasse erfüllt – bei geeigneter Wahl der projektiven Punktbasis für die Koordinatisierung – stärkere algebraische Axiome als der einer niedrigeren.
Die Lenz-Barlotti-Klassifikation ist keine Klassifikation „bis auf Isomorphie“: Isomorphe projektive Ebenen gehören stets zur gleichen Klasse, aber Ebenen einer Klasse brauchen nicht zueinander isomorph zu sein. Die einzigen Ausnahmen sind die Lenz-Barlotti-Klassen IVa.3 und IVb.3: In diesen Klassen sind alle Vertreter jeweils zueinander isomorphe Ebenen der Ordnung 9.

## Geschichte
Hanfried Lenz entwickelte in den 1940er Jahren eine Klassifikation für projektive Ebenen, die Lenz-Klassifikation. Dabei definierte er als charakteristisches Merkmal die später ebenfalls nach ihm benannte Lenz-Figur einer projektiven Ebene, eine Menge von Paaren, die jeweils von einer Achse (Fixpunktgerade) und einem Punkt (dem Zentrum) auf dieser Achse gebildet werden. Adriano Barlotti erweiterte und verfeinerte diese Klassifikation in den 1950er Jahren dadurch, dass er für die charakteristische Figur auch Zentren außerhalb der Achse zuließ. Damit wird aus der Lenz-Figur die Lenz-Barlotti-Figur.
Günter Pickert entwickelte in den 1960er Jahren eine formale Definition des klassischen Begriffes Schließungssatz mit dem sich auch „Spezialisierungen“ eines Schließungssatzes und affine Formen (Spezialisierungen mit einer ausgezeichneten, konstanten Geraden, der Ferngeraden) fassen und vergleichen lassen. Der für die Klassifikation projektiver Ebenen wichtige Schließungssatz ist der Satz von Desargues, alle „Transitivitätseigenschaften“, die eine Lenz- oder Lenz-Barlotti-Klasse charakterisieren, sind der Gültigkeit einer Spezialisierung des desarguesschen Satzes zusammen mit der Nichtgültigkeit einer anderen seiner Spezialisierungen gleichwertig. Pickert konnte auch zeigen, dass die Gültigkeit jedes Schließungssatzes äquivalent zur Gültigkeit bestimmter algebraischer Axiome in einem geeignet gewählten Koordinatenternärkörper ist. Die Lenz-Barlotti-Klassifikation liefert insofern zugleich eine Klassifikation der Koordinatenternärkörper. Während aber die Klassen der algebraischen Axiome und der Schließungssätze prinzipiell unbeschränkt sind, liefert die Lenz-Barlotti-Klassifikation anhand der Automorphismengruppe der Ebene eine endliche Anzahl von Klassen.

## Definitionen
Im Folgenden sei {\displaystyle {\mathcal {P}}} eine projektive Ebene und zugleich die Menge der auf der Ebene liegenden projektiven Punkte und {\displaystyle {\mathcal {G}}} die Menge der Geraden der Ebene, {\displaystyle \Gamma } die Gruppe der Kollineationen der Ebene. Eine Kollineation {\displaystyle \kappa \in \Gamma } heißt {\displaystyle (a,Z)}-Kollineation, wenn sie die Achse {\displaystyle a} und das Zentrum {\displaystyle Z} hat, das heißt, wenn gilt:
1. Für jeden Punkt {\displaystyle P\in a} ist {\displaystyle \kappa (P)=P} und
2. Für jede Gerade {\displaystyle g}, die durch {\displaystyle Z} geht, ist {\displaystyle \kappa (g)=g}.

Mit {\displaystyle \Gamma _{(a,z)}<\Gamma } wird die Untergruppe der {\displaystyle (a,Z)}-Kollineationen der Ebene bezeichnet.
Die projektive Ebene heißt {\displaystyle (a,Z)}-transitiv, wenn die Gruppe {\displaystyle \Gamma _{(a,Z)}} für jede Gerade {\displaystyle h\in {\mathcal {G}}\setminus \lbrace a\rbrace } mit {\displaystyle Z\in h} transitiv auf {\displaystyle h\setminus \left(\lbrace Z\rbrace \cup (a\cap h)\right)} operiert.

### Figuren
Die Menge
{\displaystyle L({\mathcal {P}})=\lbrace (a,Z)\in {\mathcal {G}}\times {\mathcal {P}}:\quad Z\in a\land {\mathcal {P}}{\text{ ist }}(a,Z){\text{-transitiv}}\rbrace }
heißt Lenz-Figur von {\displaystyle {\mathcal {P}}}.
Die Menge
{\displaystyle B({\mathcal {P}})=\lbrace (a,Z)\in {\mathcal {G}}\times {\mathcal {P}}:\quad {\mathcal {P}}{\text{ ist }}(a,Z){\text{-transitiv}}\rbrace }
heißt Lenz-Barlotti-Figur von {\displaystyle {\mathcal {P}}}.

### Invarianz der Figuren
Sowohl die Lenz-Figur, als auch die Lenz-Barlotti-Figur sind invariant unter jeder Kollineation, das heißt konkret:
Ist {\displaystyle {\mathcal {P}}} eine projektive Ebene und {\displaystyle \kappa } eine beliebige Kollineation dieser Ebene, dann gilt
{\displaystyle (a,Z)\in L({\mathcal {P}})\Rightarrow (\kappa (a),\kappa (Z))\in L({\mathcal {P}})\quad } und
{\displaystyle (a,Z)\in B({\mathcal {P}})\Rightarrow (\kappa (a),\kappa (Z))\in B({\mathcal {P}})\quad }.

## Koordinatisierung der projektiven Ebene

Einführung von Koordinaten in einer beliebigen projektiven Ebene durch eine projektive Punktbasis (vollständiges Viereck) (rot). Die Verbindungsgerade (hellblau) wird zur Ferngerade der Ebene.

Für Ebenen der Lenz-Klassen I bis IV ist die algebraische Struktur der Koordinatenternärkörper von der Wahl des projektiven Koordinatensystems abhängig und von der darauf beruhenden Definition der Ternärkonstruktion. Die im nächsten Abschnitt beschriebenen Lenz-Barlotti-Figuren werden mit Hilfe des hier beschriebenen Koordinatenbezugssystems angegeben. Dazu wird eine Koordinatendarstellung der Punkte mit abgekürzten Koordinaten auf der Ferngeraden eingeführt, vergleiche dazu die Abbildung rechts, die Koordinatisierung und die Bezeichnungen richten sich nach Prieß-Crampe, sie gehen auf Marshall Hall zurück:
1. Ein projektives Koordinatensystem wird durch geeignete Wahl eines vollständigen Vierecks {\displaystyle (O,U,V,E)} auf der Lenz-Barlotti-Figur bestimmt.
2. Der Punkt O wird zum Ursprung des affinen Koordinatensystems, {\displaystyle UV} ist die Ferngerade, die affinen Punkte auf {\displaystyle OE}, also die Punkte in {\displaystyle K:=OE\setminus UV} bilden den Ternärkörper.
3. Der Punkt O wird zum neutralen Element der Addition und als Element von K mit 0 bezeichnet.
4. Der Punkt E wird zum neutralen Element der Multiplikation und als Element von K mit 1 bezeichnet.
5. Alle Elemente der affinen Gerade K haben als affine Koordinaten {\displaystyle (x,x),x\in K}
6. Der Punkt mit den Koordinaten {\displaystyle (x,y)\in K^{2}} ist bestimmt als Schnittpunkt der Geraden {\displaystyle Vx} und {\displaystyle Uy}. Umgekehrt erhält man die Koordinaten eines affinen Punktes {\displaystyle P\not \in UV} als Schnittpunkte {\displaystyle x_{P}\in PV\cap OE} und {\displaystyle y_{P}\in PU\cap OE}.

Spezialfälle:
1. Die affinen Punkte B auf der Geraden {\displaystyle OV}, also alle Punkte dieser Geraden außer V, haben die Koordinaten {\displaystyle (0,b)}, wobei das Ternärkörperelement (Koordinate) {\displaystyle b\in K} als Schnittpunkt {\displaystyle b\in BV\cap OE} bestimmt ist. Dieser Spezialfall der Koordinatenkonstruktion ist in der Abbildung schwarz dargestellt.
2. Die affinen Punkte Y auf der Geraden {\displaystyle EV}, also alle Punkte dieser Geraden außer V, haben die Koordinaten {\displaystyle (1,b)}, wobei die Koordinate {\displaystyle y\in K} als Schnittpunkt {\displaystyle y\in YV\cap OE} bestimmt ist. Dieser Spezialfall der Koordinatenkonstruktion ist in der Abbildung grün dargestellt.
3. Ein Punkt {\displaystyle Y\neq V} auf der Ferngeraden erhält die Koordinatendarstellung {\displaystyle (y)} wobei {\displaystyle y\in K} dadurch bestimmt ist, dass der Schnittpunkt {\displaystyle OY\cap EV} die affinen Koordinaten {\displaystyle (1,y)} hat. Der Punkt V, dem auf diese Art keine Koordinate zugewiesen werden kann, erhält die Koordinatendarstellung {\displaystyle (\infty )}.

### Ternärverknüpfung und Geradendarstellung

Ternärkonstruktion in einer beliebigen projektiven Ebene für die Ternärkörperelemente, das sind die affinen Punkte der Geraden. Die Verbindungsgerade (hellblau) ist die Ferngerade der Ebene.

Die Ternärverknüpfung {\displaystyle (a,x,b)\mapsto T(a,x,b)} wird nun für {\displaystyle (a,x,b)\in K} so definiert, vergleiche die zweite Abbildung rechts:
1. Zu {\displaystyle a\in K} wird der Fernpunkt {\displaystyle A=(a)\in UV\setminus \{V\}} konstruiert.
2. Zu {\displaystyle b\in K} wird der Punkt {\displaystyle B=(0,b)\in OV\setminus \{V\}} konstruiert.
3. Das Ergebnis {\displaystyle T=T(a,x,b)} ist bestimmt als die y-Koordinate des Schnitts {\displaystyle xV\cap BA}, der in der Abbildung grün dargestellt ist.

Diese Ternärverknüpfung ist der im Artikel Ternärkörper beschriebenen affinen Definition äquivalent. Anders als dort beschrieben, werden hier die Geraden durch in der zweiten Koordinate y explizite Gleichungen (und zwei Sonderformen) dargestellt:
1. Die Geraden {\displaystyle [a,b]} haben die explizite Geradengleichung {\displaystyle y=T(a,x,b)} für die affinen Punkte und den Fernpunkt {\displaystyle (a)}, als Beispiel in der Abbildung die grau dargestellte Verbindungsgerade {\displaystyle [a,b]=(0,b)(b)}. Dies sind alle Geraden der projektiven Ebene, außer denen durch {\displaystyle V=(\infty )}. Ein Spezialfall sind die Verbindungsgeraden {\displaystyle (0,b)U} mit der affinen Gleichung {\displaystyle y=T(0,x,b)=b} und dem Fernpunkt {\displaystyle U=(0)}.
2. Die Geraden {\displaystyle [c]} durch V, die {\displaystyle OE} in einem affinen Punkt {\displaystyle c=(c,c)} schneiden, haben die Gleichung {\displaystyle x=c} für die affinen Punkte und den Fernpunkt {\displaystyle V=(\infty )}. Ein Beispiel ist die Gerade {\displaystyle [x]} in der Abbildung.
3. Die Ferngerade {\displaystyle UV=[\infty ]} enthält genau die Punkte mit den Koordinaten {\displaystyle (a),a\in K\cup \{\infty \}}.

Im affinen Ausschnitt der Ebene sind Geraden genau dann parallel, wenn ihre projektive Fortsetzungen durch denselben Fernpunkt {\displaystyle (a),a\in K\cup \{\infty \}} gehen, daher gilt für die Parallelenscharen:
1. Zwei Geraden {\displaystyle [a_{1},b_{1}],[a_{2},b_{2}]} sind genau dann parallel, wenn {\displaystyle a_{1}=a_{2}} ist. Diese Zahl ist die gemeinsame Steigung der zugehörigen Parallelenschar.
2. Alle Geraden vom zweiten Typ {\displaystyle [c]} sind zueinander, aber zu keiner Geraden des ersten Typs parallel.

### Konstruktion der zweistelligen Verknüpfungen
Auf jeder projektiven Ebene werden durch die Wahl eines Koordinatenbezugssystems {\displaystyle (O,U,V,E)} auch zwei zweistellige Verknüpfungen, eine Addition {\displaystyle x+b:=T(1,x,b)} und eine Multiplikation {\displaystyle a\cdot x=T(a,x,0)} auf der affinen Punktmenge {\displaystyle K=OE\setminus UV} festgelegt. Die oben beschriebene Ternärverknüpfung ist auf allen Ebenen außer denen der Lenz-Barlotti-Klasse I.1, also auf allen Ebenen über einem linearen Ternärkörper durch diese zweistelligen Verknüpfungen als {\displaystyle T(a,x,b)=a\cdot x+b} darstellbar.
In den Abbildungen unten sind diese Spezialfälle der Ternärverknüpfung dargestellt.
|                                                                   |                                                                              |
| Addition {\displaystyle x+b=T(1,x,b)} in einer projektiven Ebene. | Multiplikation {\displaystyle a\cdot x=T(a,x,0)} in einer projektiven Ebene. |

## Die Klassen und ihre Eigenschaften

### Lenz-Klassen
Lenz ordnet jeder Lenz-Figur eine Ordnungszahl in Form einer römischen Zahl zwischen I und VII zu. Eine Klasse mit einer höheren Klassenzahl erfüllt alle Eigenschaften der Klassen mit niedrigeren Zahlen, aber ihre Lenz-Figur ist eine echte Obermenge von Lenzfiguren der niedrigeren Klassen. Die Klassenzahl VI entfällt, da gezeigt wurde, dass keine projektive Ebene mit der entsprechenden Lenz-Figur existiert. Stattdessen hat bereits Lenz die Klasse IV in zwei Unterklassen IVa und IVb aufgeteilt, die dual zueinander sind.
Eine projektive Ebene {\displaystyle {\mathcal {P}}} hat genau eine der im Folgenden genannten Lenz-Figuren:
| Lenz-Typ | Lenz-Figur | Koordinatenbereich                              |
| -------- | --- | ----------------------------------------------- |
| I        | {\displaystyle L({\mathcal {P}})=\emptyset } | Ternärkörper                                    |
| II       | Es gibt eine Achse {\displaystyle a\in {\mathcal {G}}} und ein Zentrum {\displaystyle Z\in a} mit {\displaystyle L({\mathcal {P}})=\lbrace (a,Z)\rbrace } | kartesische Gruppe                              |
| III      | Es gibt eine Gerade {\displaystyle g\in {\mathcal {G}}} und einen Punkt {\displaystyle U\in {\mathcal {P}}\setminus g}, so dass {\displaystyle L({\mathcal {P}})=\lbrace (UZ,Z):Z\in g\rbrace } gilt.                                                                                  | spezielle kartesische Gruppe (stets unendlich!) |
| IVa      | Es gibt eine Achse {\displaystyle a\in {\mathcal {G}}}, so dass {\displaystyle L({\mathcal {P}})=\lbrace a\rbrace \times a} gilt. | Linksquasikörper                                |
| IVb      | Es gibt ein Zentrum {\displaystyle Z\in {\mathcal {P}}}, so dass {\displaystyle L({\mathcal {P}})=\lbrace g\in {\mathcal {G}}:Z\in g\rbrace \times \lbrace Z\rbrace } gilt. | Rechtsquasikörper                               |
| V        | Es gibt eine Achse {\displaystyle a\in {\mathcal {G}}} und ein Zentrum {\displaystyle Z\in {\mathcal {P}}}, so dass {\displaystyle L({\mathcal {P}})=\left(\lbrace a\rbrace \times a\right)\cup \left(\lbrace g\in {\mathcal {G}}:Z\in g\rbrace \times \lbrace Z\rbrace \right)} gilt. | Halbkörper                                      |
| VII      | {\displaystyle L({\mathcal {P}})=\lbrace (a,Z)\in {\mathcal {G}}\times {\mathcal {P}}:Z\in a\rbrace } | Alternativkörper                                |

Ebenen, die mindestens den Lenz-Typ IVa haben, also zu einer der Klassen IVa, V oder VII gehören, werden auch als projektive Translationsebenen bezeichnet. Schlitzt man eine solche Ebene längs einer Achse, die zur Lenzfigur gehört, dann entsteht eine affine Translationsebene. Bei Ebenen der Lenz-Klassen IVb, V oder VII ist die duale Ebene eine projektive Translationsebene in diesem Sinn. Nur bei Ebenen der Lenz-Klasse VII ist die algebraische Struktur des Koordinatenbereichs unabhängig von der Wahl des projektiven Koordinatensystems, hier sind alle Koordinatenbereiche zueinander isomorphe Alternativkörper, siehe dazu Moufangebene. Für eine Ebene der Klasse V sind die Koordinatenbereiche zueinander isotope Halbkörper. Bei den Klassen I bis IV sind die Koordinatenkörper zueinander isotope Ternärkörper und nur bei geeigneter Wahl des Koordinatensystems haben sie die in der Tabelle genannte „stärkst-mögliche“ algebraische Struktur.

### Lenz-Barlotti-Klassen
Die Lenz-Barlotti-Klassifikation verfeinert die Lenz-Klassifikation, indem bei der Lenz-Barlotti-Figur auch zugelassen wird, dass das Zentrum nicht auf der Achse liegt. Die römischen Zahlen nach Lenz werden beibehalten, ihnen werden, durch einen Punkt getrennt, arabische Ziffern angefügt. Jede Lenz-Barlotti-Klasse ist eine Unterklasse der oben beschriebenen Lenz-Klassifikation. Damit zerfiel zum Beispiel die Klasse I von Lenz bei Barlotti ursprünglich in 8 Unterklassen (I.1 bis I.8), wobei sich später zeigte, dass keine Vertreter der Klassen I.5, I.7 und I.8 existieren. Die Lenz-Klasse V zerfällt als Einzige in der Lenz-Barlotti-Klassifikation nicht weiter, hier gilt {\displaystyle L({\mathcal {P}})=B({\mathcal {P}})}. Ansonsten stimmt die Lenz-Barlotti-Figur für die jeweils erste Lenz-Barlotti-Klasse mit der Lenz-Figur der entsprechenden übergeordneten Lenz-Klasse überein.
Eine projektive Ebene {\displaystyle {\mathcal {P}}} hat genau eine der im Folgenden genannten Lenz-Barlotti-Figuren:
| Lenz-Barlotti-Typ | Lenz-Barlotti-Figur | Ternärkörper K bezüglich {\displaystyle O,U,V,E}                                                       |
| ----------------- | --- | --- |
| I.1               | {\displaystyle B({\mathcal {P}})=L({\mathcal {P}})=\emptyset } | keine zusätzlichen Eigenschaften                                                                       |
| I.2               | {\displaystyle B({\mathcal {P}})=\{(U,OV)\}} | K ist linear, Multiplikation ist assoziativ                                                            |
| I.3               | {\displaystyle B({\mathcal {P}})=\{(U,OV),(V,OU)\}} | K ist linear, Multiplikation ist assoziativ, {\displaystyle a\cdot (b+c)=a\cdot b+a\cdot c}            |
| I.4               | {\displaystyle B({\mathcal {P}})=\{(U,OV),(V,OU),(O,UV)\}} | K ist linear, Multiplikation ist assoziativ, beide Distributivgesetze                                  |
| I.6               | {\displaystyle B({\mathcal {P}})=\{(X,\theta (X)):X\in UV,X\neq V\}}, wobei {\displaystyle \theta } eine bijektive Abbildung der Punkte von {\displaystyle UV\setminus \{V\}} auf die Menge der Geraden durch V außer UV ist, in Koordinaten zum Beispiel {\displaystyle \theta ((a))=[a]}. | K ist linear, Multiplikation ist assoziativ, beide Distributivgesetze, weitere spezielle Eigenschaften |
| II.1              | {\displaystyle B({\mathcal {P}})=L({\mathcal {P}})=\{(V,UV)\}} | Kartesische Gruppe                                                                                     |
| II.2              | {\displaystyle B({\mathcal {P}})=\{(V,UV),(U,OV)\}} | Kartesische Gruppe, assoziative Multiplikation                                                         |
| III.1             | {\displaystyle B({\mathcal {P}})=\{(X,XU):X\in OV\}} | Kartesische Gruppe mit speziellen Eigenschaften                                                        |
| III.2             | {\displaystyle B({\mathcal {P}})=\{(X,XU):X\in OV\}\cup \{(U,OV\}} | Kartesische Gruppe mit speziellen Eigenschaften, assoziative Multiplikation                            |
| IVa.1             | {\displaystyle B({\mathcal {P}})=L({\mathcal {P}})=\{(X,UV):X\in UV\}}, Translationsebene | Linksquasikörper: {\displaystyle a\cdot (b+c)=a\cdot b+a\cdot c}                                       |
| IVa.2             | {\displaystyle B({\mathcal {P}})=\{(U,g):g\ni V\}\cup \{(V,h):h\ni U\}\{(X,UV):X\in UV\}} | (Links-)Fastkörper                                                                                     |
| IVa.3             | {\displaystyle B({\mathcal {P}})=\{(X,x):X\in UV,\theta (X)\in x\}}, wobei {\displaystyle \theta } eine involutorische, bijektive, fixpunktfreie Abbildung der Geraden UV auf sich ist | eindeutig bestimmter Linksfastkörper mit 9 Elementen.                                                  |
| IVb.1             | Die Lenz-Barlotti-Figur ist dual zu der von Klasse IVa.1. | Dual zu IVa.1.                                                                                         |
| IVb.2             | Die Lenz-Barlotti-Figur ist dual zu der von Klasse IVa.2. | Dual zu IVa.2.                                                                                         |
| IVb.3             | Die Lenz-Barlotti-Figur ist dual zu der von Klasse IVa.3. | Dual zu IVa.3.                                                                                         |
| V                 | {\displaystyle B({\mathcal {P}})=L({\mathcal {P}})=\{(X,UV):X\in UV\}\cup \{(V,x):x\ni V\}} | Halbkörper                                                                                             |
| VII.1             | {\displaystyle B({\mathcal {P}})=L({\mathcal {P}})=\lbrace (a,Z)\in {\mathcal {G}}\times {\mathcal {P}}:Z\in a\rbrace } | Alternativkörper                                                                                       |
| VII.2             | {\displaystyle B({\mathcal {P}})={\mathcal {G}}\times {\mathcal {P}}} | Schiefkörper                                                                                           |

## Modelle
In diesem Abschnitt findet sich eine Übersicht über heute bekannte Beispiele (Stand: 2011) für Ebenen, die Vertreter bestimmter Lenz-Barlotti-Klassen sind. Insbesondere über unendliche Ebenen, die in die Lenz-Klasse I fallen, ist recht wenig bekannt, endliche Modelle für diese „schwächsten“ Lenz-Barlotti-Klassen werden heute mit massivem Computereinsatz gesucht oder es wird auf diesem Wege versucht, deren Existenz zu widerlegen. Die folgende tabellarische Liste erhebt keinen Anspruch auf Vollständigkeit!
| Lenz-Klasse | Lenz-Barlotti-Klasse | endliche Modelle | unendliche Modelle |
| ----------- | -------------------- | --- | --- |
| I           | I.1                  | „Hughes planes“: Zu ungeraden Primzahlen {\displaystyle p} wird aus einem „echten“ Fastkörper der (geeigneten) Ordnung {\displaystyle p^{2n};\;n\geq 1} ein Ternärkörper gemacht. Auch eine der projektiven Ebenen der Ordnung 9, die keine Translationsebene ist, ist vom Hughes-Typ.                                                                                            | Hilbertsche und Beltramische Liniensysteme |
| I           | I.2                  | unbekannt. | Ein archimedisch angeordneter, linearer Ternärkörper {\displaystyle (\mathbb {R} ,\oplus ,\cdot ,0,1)} mit der gewöhnlichen Multiplikation und einer abgewandelten Addition, der eine ebene I.2-Ebene koordinatisiert, wurde 1960 von Spencer angegeben.                                                                             |
| I           | I.3                  | unbekannt. | Auf einem angeordneten, echten Fastkörper wird analog zur Konstruktion einer reellen Moultonebene mit einer Knickkonstante aus dem Zentrum des Fastkörpers eine Moulton-Ebenenmultiplikation eingeführt. Dann koordinatisiert der entstehende Ternärkörper eine ebene I.3-Ebene.                                                     |
| I           | I.4                  | unbekannt. | Ein archimedisch angeordneter, linearer Ternärkörper {\displaystyle (\mathbb {R} ,\oplus ,\cdot ,0,1)} mit der gewöhnlichen Multiplikation und einer abgewandelten Addition, der eine ebene I.4-Ebene koordinatisiert, wurde 1957 von Salzmann angegeben.                                                                            |
| I           | I.6                  | Existieren nicht! | unbekannt |
| II          | II.1                 | Walker-Planes, dies sind Ebenen der Ordnung {\displaystyle q^{2}}, wobei q eine geeignete, ungerade Primzahlpotenz ist. | Für beide Lenz-Barlotti-Klassen II.1 und II.2 existieren unendliche Modelle, die sogar eine Anordnung zulassen. Siehe dazu die Beispiele im Artikel Kartesische Gruppe. |
| II          | II.2                 | Einige Beispiele der Ordnung {\displaystyle 3^{r},r\geq 4} finden sich in dem Artikel von Coulter und Mathews. | Für beide Lenz-Barlotti-Klassen II.1 und II.2 existieren unendliche Modelle, die sogar eine Anordnung zulassen. Siehe dazu die Beispiele im Artikel Kartesische Gruppe. |
| III         | III.1                | Existieren nicht! | Analog zu III.2, aber die Moulton-Ebenen-Multiplikation wird auf einem angeordneten, nicht kommutativen (damit zwangsläufig unendlichen) Schiefkörper {\displaystyle K} mit einer positiven Knickkonstanten definiert, die nicht im Zentrum {\displaystyle Z(K)} liegt. Siehe dazu auch die Beispiele im Artikel Kartesische Gruppe. |
| III         | III.2                | Existieren nicht! | Moulton-Ebenen vom reellen Typ aus einem (unendlichen) angeordneten Körper. |
| IVa         | IVa.1                | Ebenen über endlichen Quasikörpern, die weder Fast- noch Halbkörper sind. Solche Quasikörper sind zum Beispiel die in Quasikörper#Quasikörper endlicher Moulton-Ebenen beschriebenen, aus endlichen Körpern ungerader Primzahlpotenzordnung {\displaystyle p^{r},r\geq 3} konstruierten, sofern der die Multiplikation definierende Körperautomorphismus nicht involutorisch ist. | Unendliche Andrésche Quasikörper. Es existiert kein Modell, das eine archimedische Anordnung zulässt. |
| IVa         | IVa.2                | Ebenen über endlichen Fastkörpern, die keine Halbkörper sind. Solche Fastkörper sind zum Beispiel die in Quasikörper#Quasikörper endlicher Moulton-Ebenen beschriebenen, aus endlichen Körpern ungerader Primzahlpotenzordnung {\displaystyle p^{r}>9,r\geq 2} konstruierten, sofern der die Multiplikation definierende Körperautomorphismus involutorisch ist.                  | Unendliche Andrésche Fastkörper. Es existiert kein Modell, das eine archimedische Anordnung zulässt. |
| IVa         | IVa.3                | Es existiert bis auf Isomorphie genau ein Modell: Die projektive, nichtdesarguesche Translationsebene der Ordnung 9 | Existieren nicht! |
| IVb         | IVb.1                | Dual zu IVa.1 | Dual zu IVa.1 |
| IVb         | VIb.2                | Dual zu IVa.2 | Dual zu IVa.2 |
| IVb         | IVb.3                | Es existiert bis auf Isomorphie genau ein Modell: Die duale Ebene zu der Ebene vom Typ IVa.3 | Existieren nicht! |
| V           | V                    | Unendlich viele Modelle: Für jede Primzahlpotenz {\displaystyle p^{r}\geq 16,r\geq 3} existiert ein „echter“ endlicher Halbkörper, siehe Halbkörpermodelle. Die projektive Ebene über einem solchen Körper gehört stets zur Klasse V. | Unendlich viele Modelle über „echten“ unendlichen Halbkörpern. Beispiele für solche Halbkörper, die sogar eine Anordnung zulassen, lassen sich aus verallgemeinerten formalen Potenzreihen gewinnen. Keine Klasse-V Ebene lässt eine archimedische Anordnung zu.                                                                     |
| VII         | VII.1                | Existieren nicht! (→ Siehe Moufangebene!) | {\displaystyle \mathbb {P} ^{2}(\mathbb {O} )} über den reellen Oktonionen und Ebenen über entsprechend aus formal reellen Körpern konstruierten Alternativkörpern. Es existiert kein Modell, das eine Anordnung zulässt. |
| VII         | VII.2                | Zu jeder Primzahlpotenzordnung (außer {\displaystyle p^{0}=1}) existiert bis auf Isomorphie genau ein Modell: Die pappussche Ebene {\displaystyle \mathbb {P} ^{2}(\mathbb {F} _{p^{r}});\;r\geq 1} über dem endlichen Körper {\displaystyle \mathbb {F} _{p^{r}}} | Zu jedem unendlichen Schiefkörper {\displaystyle K} existiert bis auf Isomorphie genau ein Modell: Die unendliche desarguessche Ebene {\displaystyle \mathbb {P} ^{2}(K)} über {\displaystyle K} |

### Zur Geschichte des Begriffes und Übersichtsartikel
- Adriano Barlotti: Le possibili configurazioni del sistema delle coppie punto-retta (A ,a) per cui un piano grafico risulta (A ,a)-transitivo. In: Bolletino Unione Matematica Italiana. Band 12, 1957, S. 212–226 (italienisch).
- Walter Benz: Ein Jahrhundert Mathematik, 1890-1990. Festschrift zum Jubiläum der DMV. Vieweg, Braunschweig 1990, ISBN 3-528-06326-2.
- Marshall Hall: Projective Planes. In: Transactions of the American Mathematical Society. Nr. 54, 1943, S. 229–277 (englisch).
- A. Heyting: Axiomatic Projective Geometry. 2. Auflage. North Holland Publishing Company, Amsterdam 1980 (englisch, Erstausgabe:  1963).
- Hanfried Lenz: Kleiner desarguesscher Satz und Dualität in projektiven Ebenen. In: Jahresbericht der Deutschen Mathematiker Vereinigung. Band 57. Teubner, 1955, S. 20–31 (Permalink zum digitalisierten Volltext [abgerufen am 10. Juni 2011]).
- Charles Weibel: Survey of Non-Desarguesian Planes. In: Notices of the American Mathematical Society. Band 54. American Mathematical Society, November 2007, S. 1294–1303 (englisch, Volltext [PDF; 702 kB; abgerufen am 25. Dezember 2011]).

### Originalartikel, in denen Modelle oder deren Nichtexistenz erwiesen werden
- Johannes André: Über nicht-Desarguessche Ebenen mit transitiver Translationsgruppe. In: Mathematische Zeitschrift. Volume 60, 1954, S. 156–186.
- Johannes André: Über projektive Ebenen vom Lenz-Barlotti-Typ III 2. In: Mathematische Zeitschrift. Volume 84, Nr. 3, 1964, S. 316–328, doi:10.1007/BF01112588.
- Robert S. Coulter, Rex W. Mathews: Planar functions and planes of Lenz-Barlotti-Class 2. In: Designs, Codes and Cryptography. Band 10, Nr. 2, Februar 1997, S. 167–184, doi:10.1023/A:1008292303803 (englisch).
- N.L. Johnson, F.C. Piper: On planes of Lenz-Barlotti class II-1. In: Bull. London Math. Soc. Band 6, 1974, S. 152–154 (englisch, oxfordjournals.org [abgerufen am 30. Dezember 2012]).
- Christoph H. Hering, William M. Kantor: On the Lenz-Barlotti classification of projective planes. In: Archiv der Mathematik. Band 22, Nr. 1, 1971, S. 221–224, doi:10.1007/BF01222566 (englisch).
- D. R. Hughes: A class of non-Desarguesian projective planes. In: Canadian Journal of Mathematics. Volume 9. American Mathematical Society, 1957, ISSN 0008-414X, S. 378–388, doi:10.4153/CJM-1957-045-0 (englisch, Volltext [PDF; 1000 kB; abgerufen am 9. April 2012]).
- H. Mohrmann: Hilbertsche und Beltramische Liniensysteme. In: Mathematische Annalen. Band 85, 1922, S. 177–183.
- Helmut Salzmann: Topologische projektive Ebenen. In: Mathematische Zeitschrift. Band 71, Nr. 1. Springer, 1959, S. 408–413, doi:10.1007/BF01181412.
- Jill C. D. Spencer: On the Lenz-Barlotti Classification of Projective Planes. In: The Quarterly Journal of Mathematics. Band 11, Nr. 1. Oxford Journals, Oxford 1960, S. 241–257, doi:10.1093/qmath/11.1.241 (englisch).
- J. C. D. S. Yaqub: The non-existence of finite projective planes of Lenz-Barlotti class III.2. In: Archiv der Mathematik. Band 18, Nr. 3. American Mathematical Society, 1967, S. 308–312, doi:10.1007/BF01900639 (englisch).

### Lehrbücher
- Peter Dembowski: Finite geometries (= Classics in mathematics). Springer, Berlin / Heidelberg / New York 1997, ISBN 3-540-61786-8 (englisch, Erstausgabe:  1968).
- Günter Pickert: Projektive Ebenen. 2. Auflage. Springer, Berlin / Heidelberg / New York 1975, ISBN 3-540-07280-2.
- Sibylla Prieß-Crampe: Angeordnete Strukturen. Gruppen, Körper, projektive Ebenen (= Ergebnisse der Mathematik und ihrer Grenzgebiete. Band 98). Springer, Berlin / Heidelberg / New York 1983, ISBN 3-540-11646-X.